# TSV Forstenried
Der Turn- und Sportverein Forstenried-München e.V., kurz TSV Forstenried, ist ein Sportverein im Südwesten Münchens. Die Vereinsfarben sind grün-weiß. Er bietet seinen 3.200 Mitgliedern (Stand: September 2024) vielfältige Sportmöglichkeiten in 17 Abteilungen. Die größten Abteilungen stellen Turnen und Gymnastik, Tennis, Handball, Fußball und Leichtathletik.
Darüber hinaus werden folgende Sportarten angeboten (in alphabetischer Reihenfolge): Aerobic-Kurse, Aikido, Ballsportgruppen, Basketball, Cheerleading (für Kinder), Darts, Elektrorollstuhl-Hockey („Powerchair-Hockey“), Eltern-Kind-Turnen, Fitness-Kurse, Gewichtheben, Kraftsport, Nordic Walking, Paartanz, Pilates, Rad-Touren Gruppe, Rock ’n’ Roll, Schach, Schwimm-Kurse, Taekwondo, Theatergruppe, Tischtennis, Volleyball, Wirbelsäulengymnastik, Yoga und Zumba.

## Geschichte
Der TSV Forstenried wurde 1927 im späteren Münchner Stadtteil Forstenried gegründet. Er ging aus dem 1919 von Kriegsheimkehrern gegründeten Kraftsportverein KSC Forstenried hervor. In den Jahren 1922 und 1923 gewannen Kraftsportler des KSC die Gaumeisterschaft im Stemmen und Ringen sowie die Stadtmeisterschaft der Ringer. Nach der Gründung des TSV Forstenried kamen weitere Sportabteilungen hinzu und in den 1930er-Jahren machten vor allem die Tauzieher von sich reden, als sie regionale wie nationale Titel, darunter die deutsche Meisterschaft 1933, errangen. Nachdem ein weiterer Weltkrieg zu einer Einstellung des Vereinsbetriebs sorgte, dauerte es im Anschluss an die deutsche Kapitulation beinahe zehn Jahre, ehe in Forstenried wieder organisierter Sport getrieben werden konnte. Grund hierfür waren etwa zerstörte Geräte oder auch verfallene Vereinsräumlichkeiten.
In den folgenden Jahrzehnten blieben die Gewichtheber die Aushängeschilder des Vereins. Während Manfred Nerlinger, der Ende der 1990er-Jahre seine aktive Laufbahn beendete, mehrere nationale Meistertitel gewann und auch bei Weltmeisterschaften oder sogar vier Olympiaden antrat, holte auf Seiten der Damen Kathrin Eibl im Sommer 2019 die Goldmedaille bei den Europamasters im finnischen Rovaniemi.
1990 schlossen sich die Munich Animals dem TSV Forstenried an (Abteilung Powerchair-Hockey).
Der TSV Forstenried ist Mitglied der Leichtathletikgemeinschaft LG Stadtwerke München.

## Sportliche Erfolge
1994 wurden die Munich Animals, die Powerchair-Hockey-Abteilung des TSV Forstenried, erstmals deutscher Meister. Bis heute gewannen sie die Meisterschaft insgesamt zwölfmal, darüber hinaus wurden die Animals fünfmal bayerischer Meister. Die Munich Animals zählen zu den Gründungsmitgliedern der Elektrorollstuhl-Bundesliga und gehören ihr seit 2005 ununterbrochen an. 2010 wurden die Mannschaftsmitglieder Stefan und Roland Utz Powerchair-Hockey-Weltmeister mit der Nationalmannschaft nach einem Endspielerfolg über die Niederlande.
2014 wurde Nato Imnadze U18-Vize-Europameisterin im Schach.
Bei den Bayerischen und Deutschen Meisterschaften der „Masters 2024“ im Gewichtheben gewannen Kathrin Eibl, Stefanie Bauer, Robert Vogl und Tien Cuong Kieu jeweils den deutschen und den bayerischen Meistertitel in ihren Altersklassen.

## Sportler und Persönlichkeiten
- Peter Grosser (1938–2021), Fußball, 1974 bis 1982 Jugendtrainer beim TSV Forstenried
- Manfred Nerlinger (* 1960), Gewichtheben, seit 1973 beim TSV Forstenried[9]
- Thomas Grosser (1965–2008), Fußball, Karrierestart beim TSV Forstenried
- Christian Nerlinger (* 1973), Fußball, 1981 bis 1985 bei TSV Forstenried
- Zvjezdan Misimović (* 1982), Fußball, Jugendspieler beim TSV Forstenried
- Orkan Balkan (* 1987), Fußball, Start in der Jugend des TSV Forstenried
- Maximilian Riedmüller (* 1988), Fußball, Torwart 2003 bis 2007 beim TSV Forstenried
- Luka Odak (* 1989). Fußball, Start in der Jugend des TSV Forstenried
- Stephan Haukohl (* 1993), Basketball, Start in der Jugend des TSV Forstenried
- Nato Imnadze (* 1996), Schach
- Karim Adeyemi (* 2002), Fußball, Karrierestart 2008–2010 sowie 2012 beim TSV Forstenried